# Papeete
Papeete sau Pape'ete (în tahitiană) este capitala și cel mai mare oraș al regiunii franceze de peste mări Polinezia Franceză. Orașul se află pe insula Tahiti și are 26.050 locuitori, conform recensământului din 2007. În limba tahitiană pape'ete înseamnă apa din coș.

## Așezare
Papeete este localizat în nord-vestul insulei Tahiti, Arhipelagul Societății, Polinezia Franceză. Orașul este port la oceanul Pacific.

## Demografia
Orașul Papeete, număra în 2007, 26.050 locuitori însă zona sa metropolitană ajunge la numărul de 127.635 locuitori. Zona metropolitană Papeete este formată din localitățile:
- Faaa, după 1988 localitatea cea mai populată a zonei metropolitane.
- Papeete localitatea administrativă a zonei
- Pirae
- Mahina
- Paea
- Arue

Zona metropolitană Papeete a crescut din 1960 cu 35.000 de emigranți (20.000 din Franța și 15.000 din alte insule ale Polineziei Franceze) datorită dezvoltării infrastructurii și a cercetărilor nucleare dezvoltate de francezi în zonă. 
Orașul Papeete este împărțit în unsprezece cartiere, cum urmează:
- Manu Hoe – Fare Ute – Motu Uta
- Patutoa
- Taunoa
- Fariipiti
- Titioro
- Tepapa
- Faiere
- Pic Rouge
- Tipaerui
- Paofai
- Mamao

Populația orașului este formată din polinezieni, francezi și chinezi.

## Transport
Din portul Papeete pleacă zilnic nave de călători și marfă precum și vase de croazieră, Papeete ca întreaga insulă Tahiti fiind o zonă mult vizitată de turiști. De asemenea, în apropierea orașului se află Aeroportul Internațional Faaa.

## Galerie de imagini

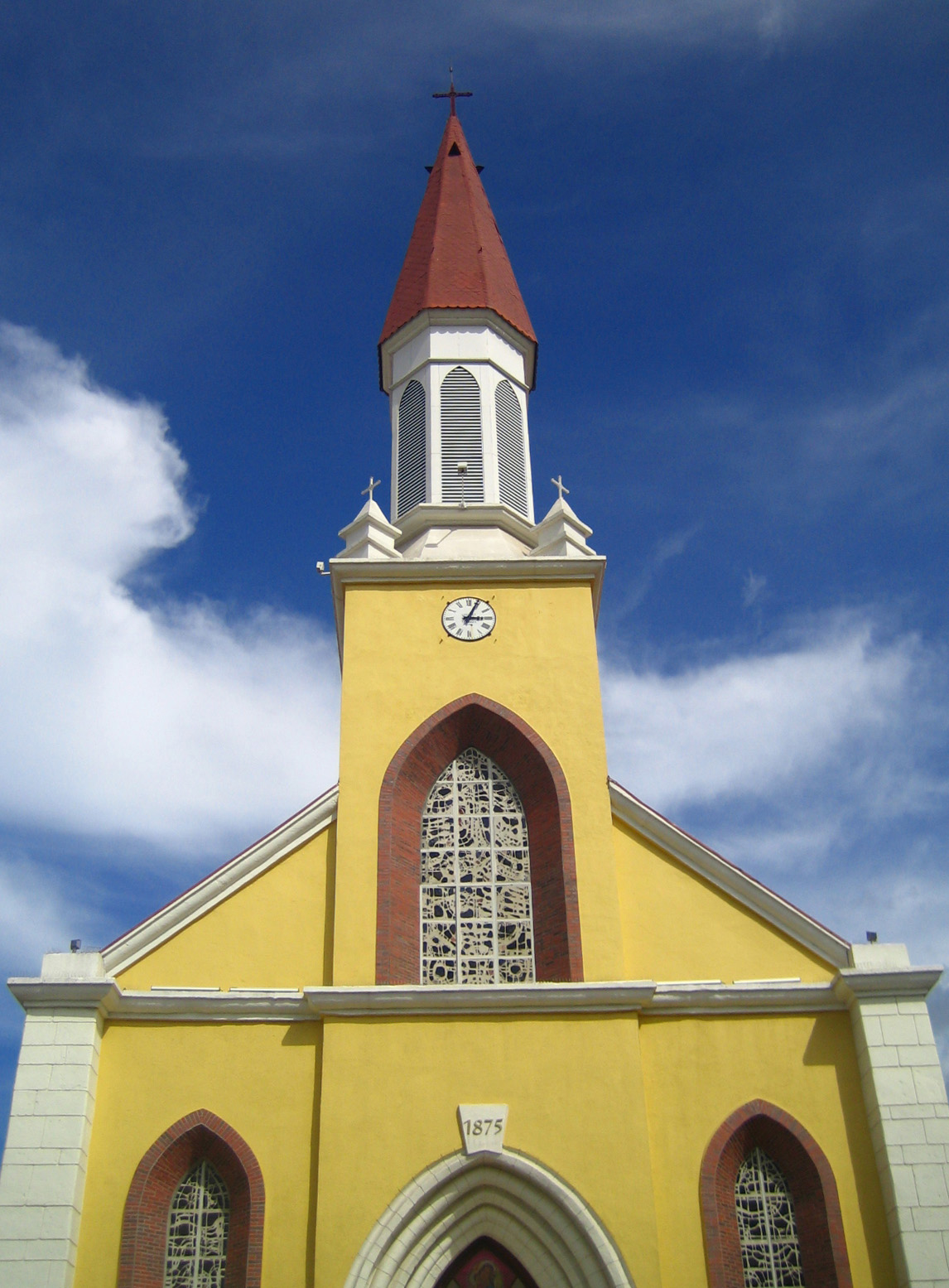
Catedrala din Papeete.
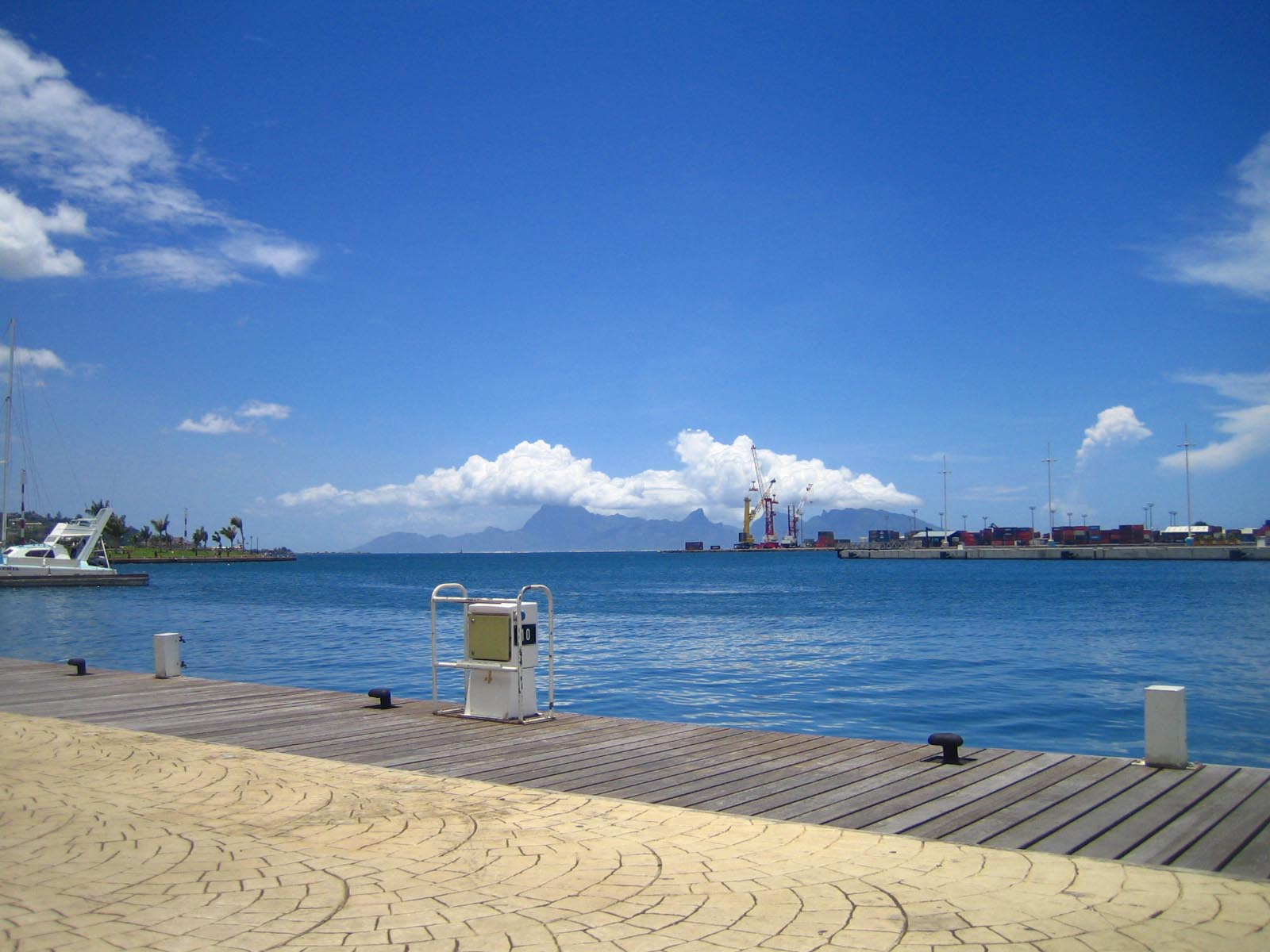
Portul Papeete.
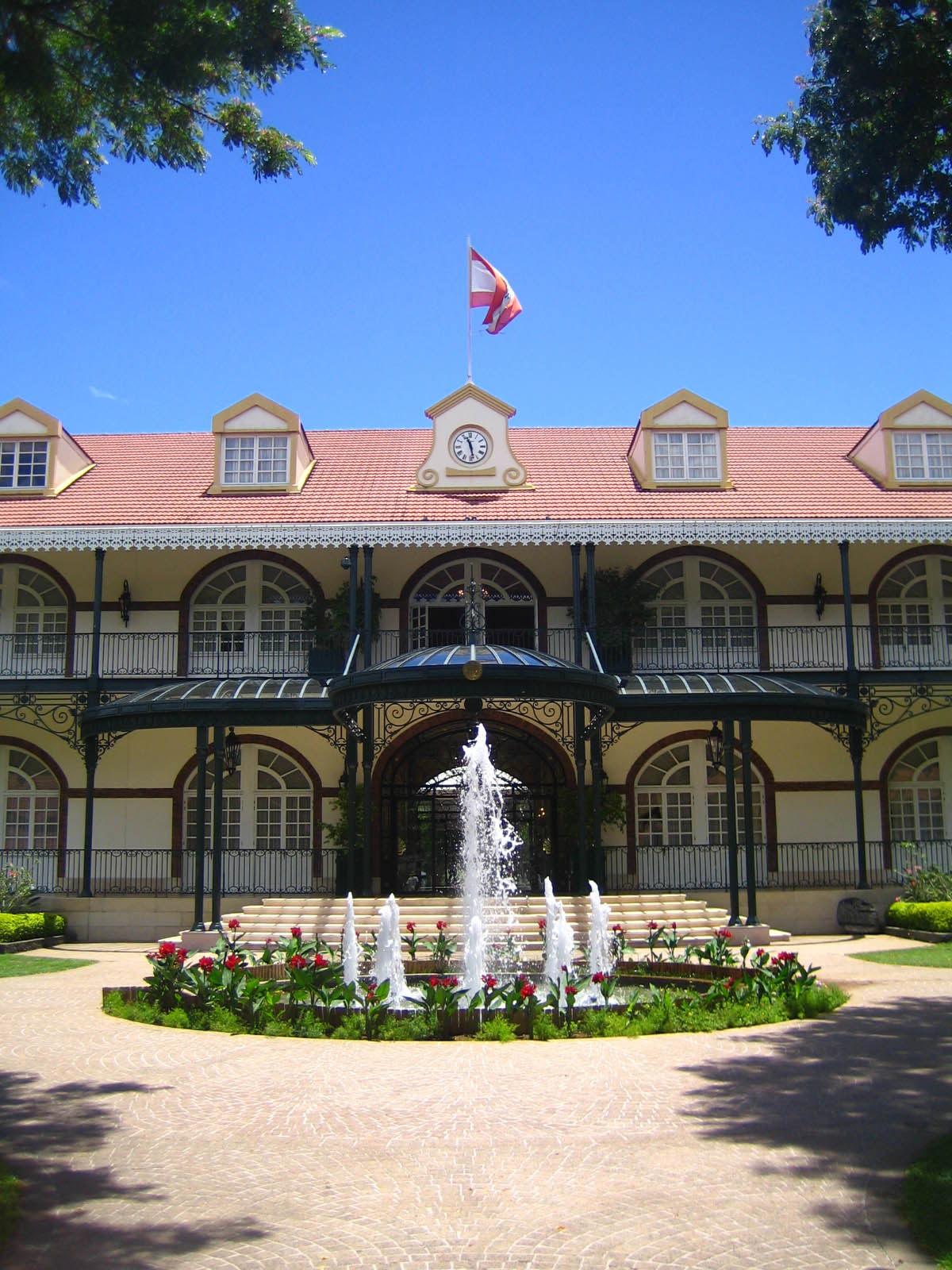
Palatul prezidenţial.
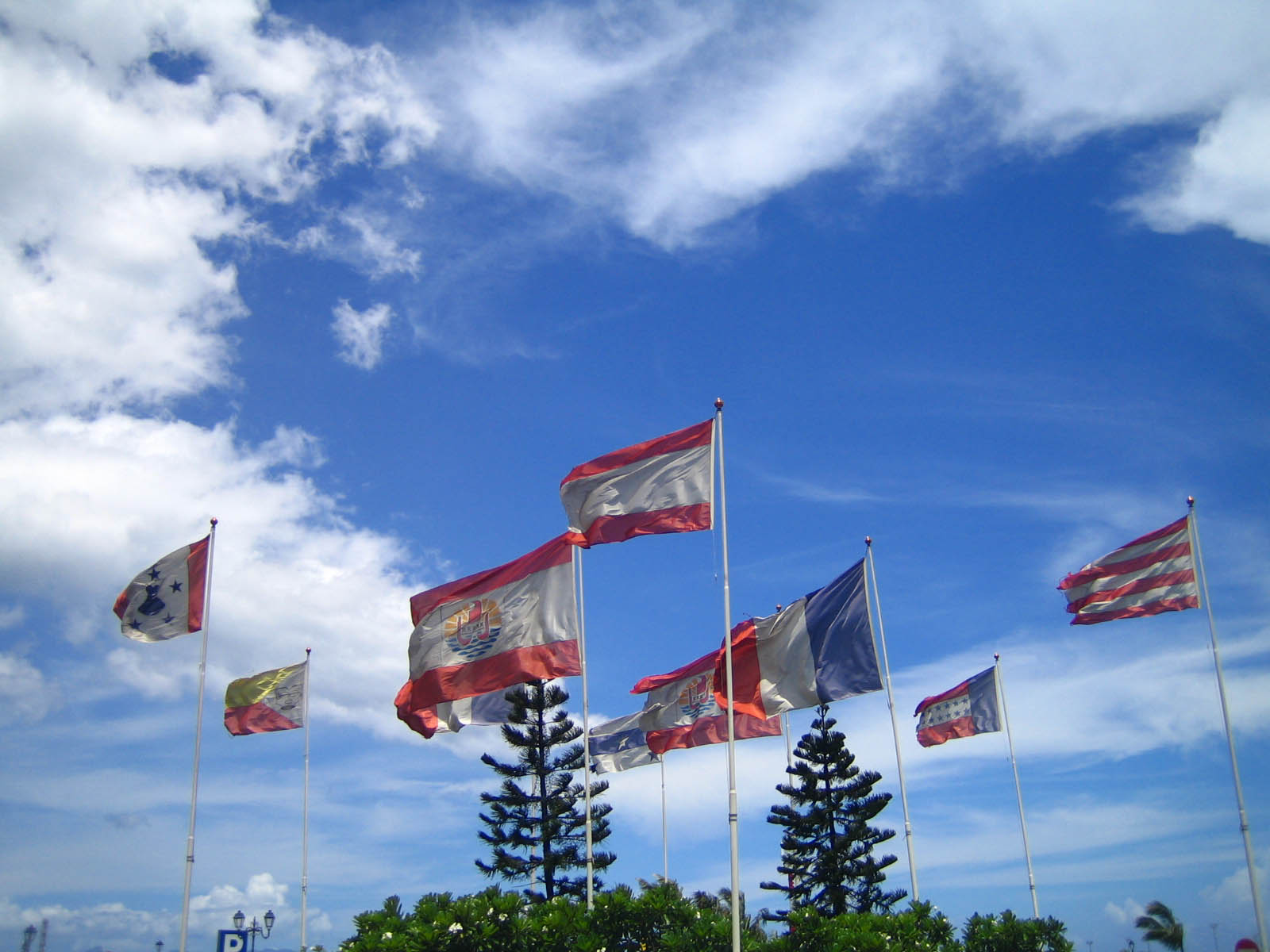
Steaguri ale Polineziei Franceze.
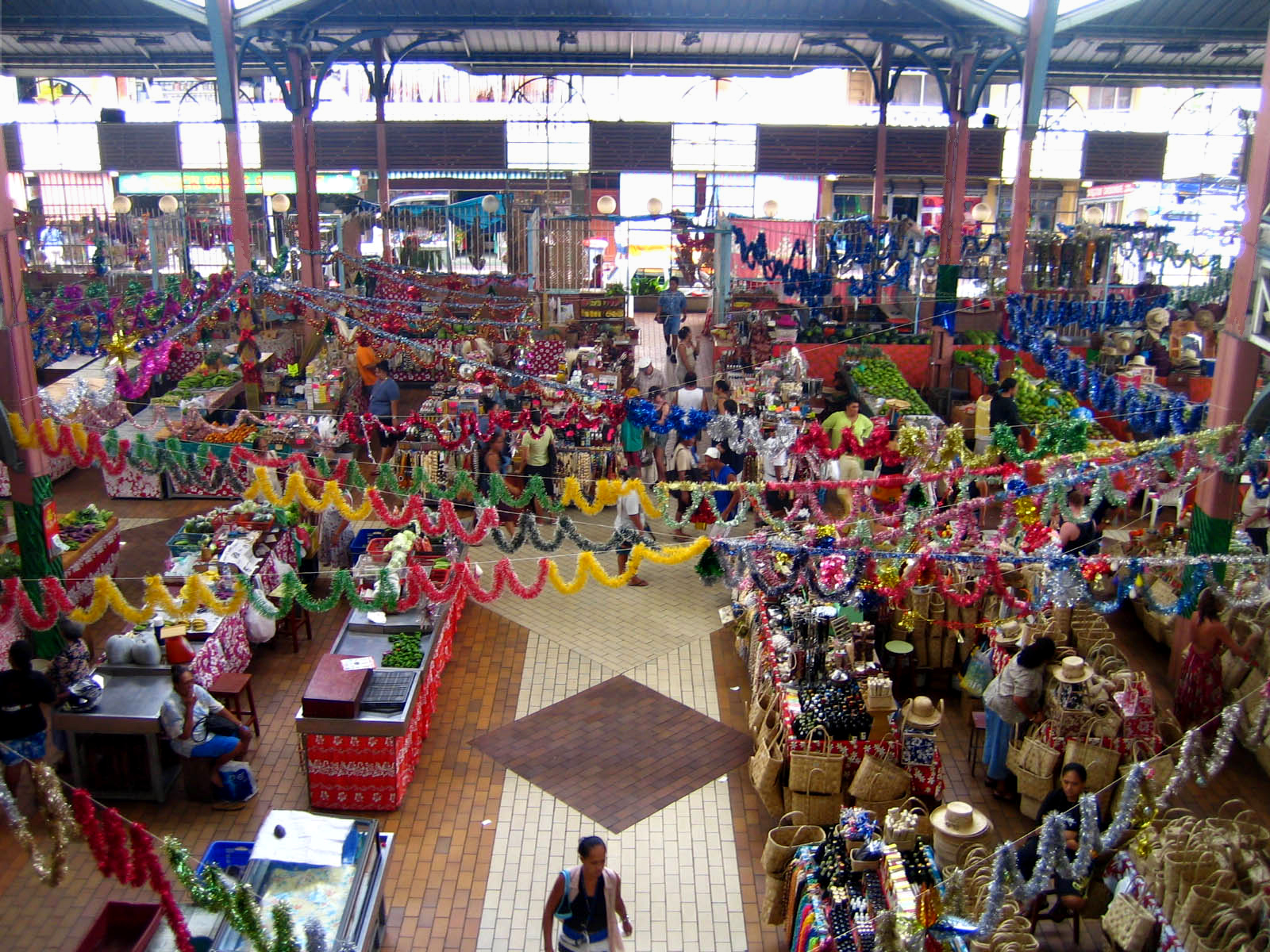
Piaţa.
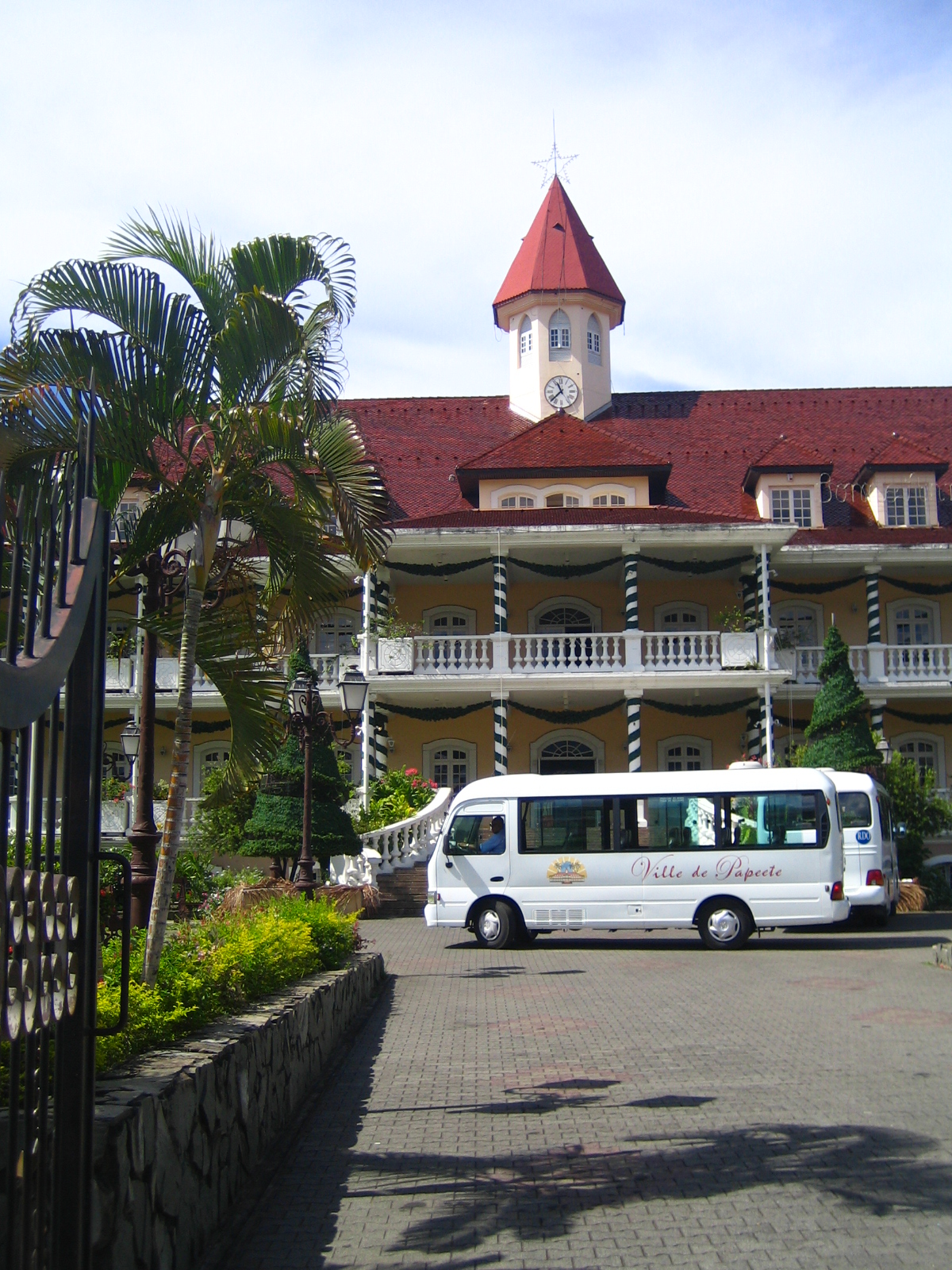
Primăria din Papeete.
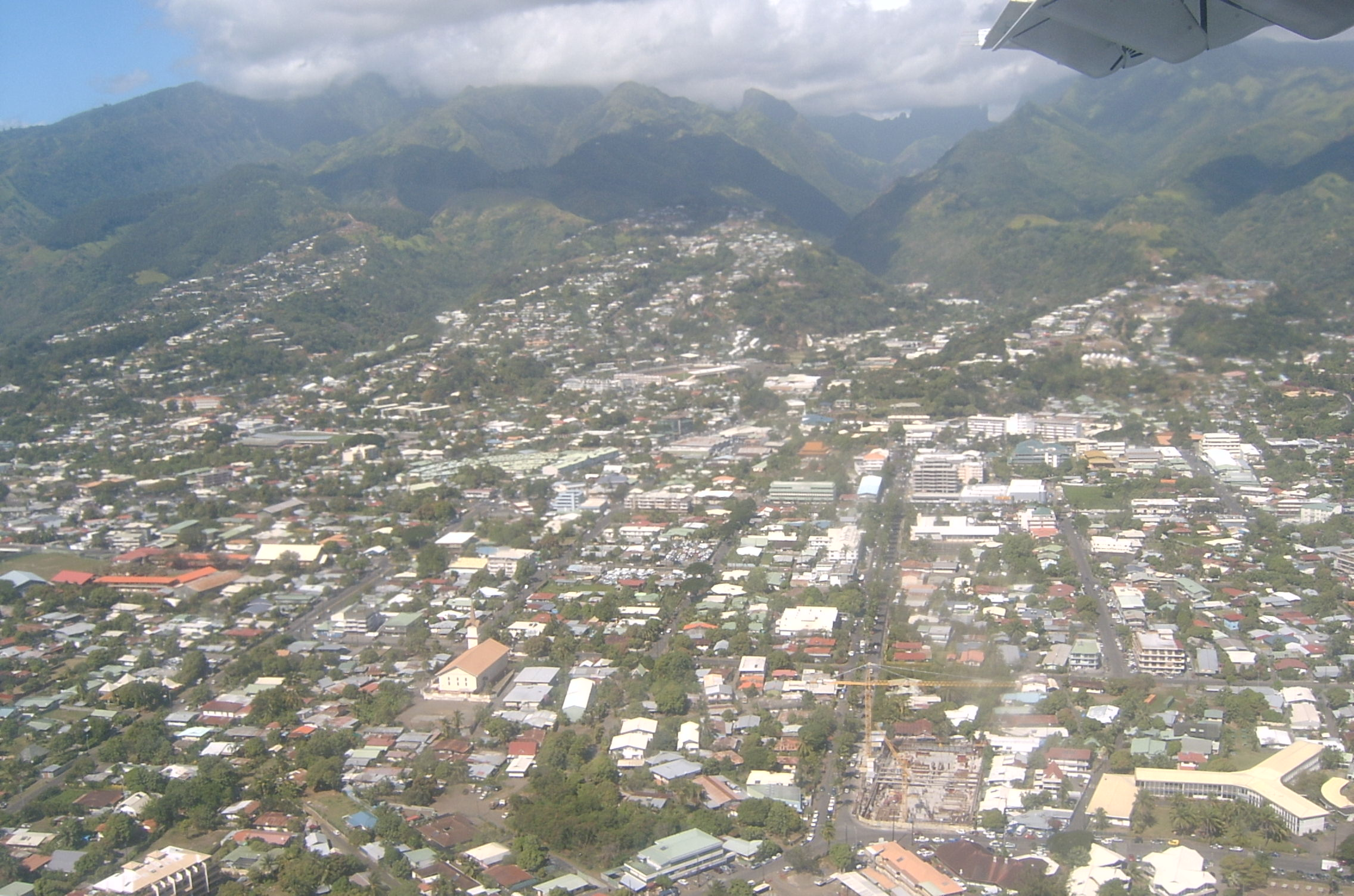
Panorama oraşului.